# Theuville-aux-Maillots
Theuville-aux-Maillots è un comune francese di 485 abitanti situato nel dipartimento della Senna Marittima nella regione della Normandia.

## Società

### Evoluzione demografica
Abitanti censiti